# Аденбител
Аденбител (њем. Adenbüttel) општина је у њемачкој савезној држави Доња Саксонија. Једно је од 41 општинског средишта округа Гифхорн. Према процјени из 2010. у општини је живјело 1.717 становника. Посједује регионалну шифру (AGS) 3151001.

## Географија
Аденбител се налази у савезној држави Доња Саксонија у округу Гифхорн. Општина се налази на надморској висини од 74 метра. Површина општине износи 13,7 km².

## Становништво
У самом мјесту је, према процјени из 2010. године, живјело 1.717 становника. Просјечна густина становништва износи 125 становника/km².